# Stara Bukówka
Pour les articles homonymes, voir Józefina.
Stara Bukówka (prononciation : [ˈstara buˈkufka]) est un village polonais de la gmina de Żabia Wola dans le powiat de Grodzisk Mazowiecki de la voïvodie de Mazovie dans le centre-est de la Pologne.
Il se situe à environ 10 kilomètres au sud de Grodzisk Mazowiecki (siège du powiat) et à 32 kilomètres au sud-ouest de Varsovie (capitale de la Pologne).
Le village possède approximativement une population de 50 habitants en 2006.

## Histoire
De 1975 à 1998, le village appartenait administrativement à la voïvodie de Skierniewice.